# フーリエ変換NMR
フーリエ変換NMR（フーリエへんかんNMR、FT-NMR）とは、静磁場中のサンプルにパルス磁場を与え、その後観察されるインパルス応答である自由誘導減衰 (FID) をフーリエ変換することで核磁気共鳴 (NMR) の吸収スペクトルを得る手法である。

## 概要

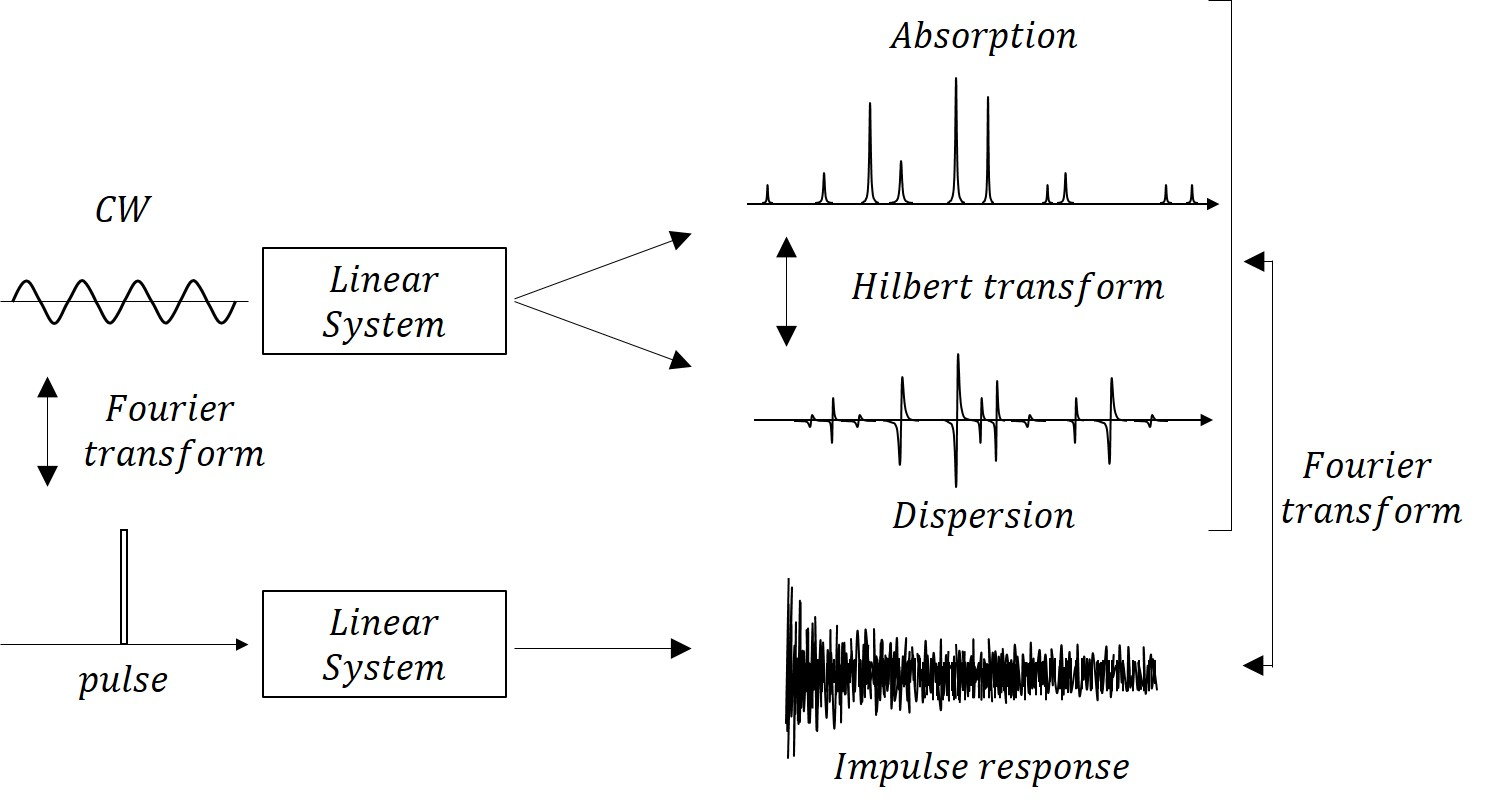
フーリエ変換NMRの概要

連続波（CW）法では様々な周波数の磁場を掃引しながら系に与える。一方でフーリエ変換NMRではパルス磁場を系に与える。この2つの入力、つまり「多数の周波数成分の和」と「パルス」は、互いにフーリエ変換の関係になっている。また系が線形応答するときは、入力の間の数学的関係（つまりフーリエ変換）が、そのまま出力の数学的関係に伝達される。つまりCW法で得られる応答と、パルス法で得られる応答との間にもフーリエ変換の関係が成り立っている。このことからパルス磁場を与えたときのインパルス応答をフーリエ変換することにより、CW法で得られる吸収曲線と分散曲線と同じものが得られる。
線形応答理論によればインパルス応答関数のフーリエ変換は周波数応答関数を与える。周波数応答関数はある周波数の電磁波が吸収される程度を表す関数であるから、これはNMRスペクトルに他ならない。それゆえにインパルス(パルス状の電磁波)を試料に当ててすべての核を一斉に励起し、その結果生じる磁化ベクトルの変化、すなわち自由誘導減衰 (Free Induction Decay, FID) を測定し、これをフーリエ変換したものは虚部が分散スペクトル、実部が吸収スペクトル（エネルギー散逸、パワーロス）になっている。またこの2つのスペクトルの間にはクラマース・クローニッヒの関係が成立する。
NMRのほとんどの応用は、完全なNMRスペクトル、つまり周波数の関数としてのNMRシグナルの強度を含む。単純な連続波 (CW) 法よりも効率的にNMRスペクトルを得るための初期の試みでは、2つ以上の周波数で同時に標的に光を当てる手法が使われていた。NMRにおける革命は、高周波の短パルスが使われ始めた時に起こった。簡単に言えば、任意の「キャリア」周波数の矩形パルスは、さまざまな範囲の周波数を「含んで」おり、励起の幅（バンド幅）はパルスの持続時間と反比例する。近似方形波のフーリエ変換は、主周波数の隣接領域における全ての周波数の寄与を含んでいる。NMR周波数の範囲が制限されていることによって、全NMRスペクトルを励起するための短い（ミリ秒からマイクロ秒）高周波パルスを使うことが比較的容易となっている。
こういったパルスを一連の核スピンに印加すると、全ての単一量子NMR遷移が同時に励起される。総磁化ベクトルの観点からは、（外部磁場に沿って並んだ）平衡位置から磁化ベクトルが傾くことに対応する。平衡から外れた磁化ベクトルは、スピンのNMR周波数における外部磁場ベクトルに対して歳差運動する。この周期的に振動する磁化ベクトルはすぐ近くの検出コイルに電流を誘導し、NMR周波数における電気シグナルの周期的な振動を作る。このシグナルは自由誘導減衰 (FID) として知られており、全ての励起スピンからのNMR応答のベクトル和を含んでいる。周波数領域のNMRスペクトル（NMR吸収強度 vs. NMR周波数）を得るためには、この時間領域シグナル（強度 vs. 時間）をフーリエ変換しなければならない。幸運なことに、フーリエ変換NMRの開発は、デジタルコンピュータやデジタル高速フーリエ変換の開発と同時期に起こった。フーリエ法は多くの分光法の種類に適応することができる。

## 歴史
1948年にRussell H. Varianがヴァリアン・アソシエイツを設立して自由誘導減衰信号の検出に関して記述した "Method and means for correlating nuclear properties of atoms and magnetic fields" を出願した。1954年に久保亮五、冨田和久らにより線形応答理論に基づいたフーリエ変換NMRの基礎理論が提唱された。1956年にRussell H. Varianがフーリエ変換NMRの概念に関して記述した "Gyromagnetic resonance methods and apparatus" を出願した。1957年にフッ化カルシウムを用いてフーリエ変換NMRがはじめて測定された。1964年にヴァリアン社のパルスNMRの先駆者の一人であるリヒャルト・R・エルンストとWeston A. Andersonによってフーリエ変換NMRが開発された。エルンストは1968年に帰国してチューリヒ工科大学で1971年にジャン・ジェーネル (Jean Jeener)が発表した二次元NMRの着想を基に二次元フーリエ変換分光法を開発して、フーリ変換NMRと多次元NMRの開発における業績で1991年のノーベル化学賞を受賞した。

## 理論
以下では、磁気共鳴に関する議論を総括した久保亮五と冨田和久の論文による理論的展開について説明する。彼らは階段型の磁場に対する応答を考えた。

### 動磁化率を用いた磁化の記述
z軸方向の静磁場{\displaystyle \mathbf {B} _{0}}に垂直にx軸方向に周期的に振動するRF磁場{\displaystyle \mathbf {B} _{1x}(t)=\mathbf {B} _{1x}\cos \omega t}に対する定常的な磁化の応答を考える。
{\displaystyle \mathbf {B} _{1x}(t)}と磁化の応答の間には線形応答関係が成立するものと仮定する。すると{\displaystyle \mathbf {B} _{1x}(t)}によって定常的に誘起される磁気モーメント{\displaystyle M_{ind}(t)}の各成分は{\displaystyle B_{1x}}に比例し、比例定数は{\displaystyle \mathbf {B} _{1x}(t)}と同位相の成分と90°遅れた成分で定義できるから、次式のように書ける。
{\displaystyle \mathbf {M} _{ind}(t)=(\chi '\cos \omega t+\chi ''\sin \omega t)\mathbf {B} _{1x}V}
この{\displaystyle \chi ',\chi ''}を動磁化率と呼ぶ。動磁化率{\displaystyle \chi ',\chi ''}は2階のテンソル量である。ここで複素磁化率{\displaystyle \chi ^{*}=\chi '-i\chi ''}を導入すると、次式のような簡単な形に書ける。
{\displaystyle \mathbf {M} _{ind}(t)=\mathrm {Re} \{\chi ^{*}\mathbf {B} _{1x}e^{i\omega t}\}V}

#### xx成分
NMRでは、振動磁場{\displaystyle \mathbf {B} _{1x}(t)}によって誘起される磁化{\displaystyle \mathbf {M} _{ind}(t)}のx成分
{\displaystyle M_{x}(t)=(\chi _{xx}'\cos \omega t+\chi _{xx}''\sin \omega t)B_{1x}V\qquad (1)}
がとくに重要である。{\displaystyle \chi _{xx}',\chi _{xx}''}はただの数である。一般に問題になるのはxx成分だけなので以後、添字xxは省略することにする。

### 緩和関数を用いた磁化の記述
緩和関数{\displaystyle \phi (t-t_{0})}を
{\displaystyle \Delta \mathbf {M} \equiv \mathbf {M} (t)-\mathbf {M} _{0}=\phi (t-t_{0})\mathbf {B} _{1}x}
{\displaystyle \phi (\infty )=0,\quad \mathbf {M} (\infty )=\mathbf {M} _{0}}
を満たすテンソル量と定義する。すると{\displaystyle \mathbf {B} _{1x}}が{\displaystyle -\infty }からずっとかけられている場合の時刻tでの磁化の期待値は、足しあわせの原理により次のように書ける。
{\displaystyle \Delta \mathbf {M} =\phi (0)\mathbf {B} _{1x}(t)-\int _{-\infty }^{t}\phi (t-t'){\frac {d\mathbf {B} _{1x}(t')}{dt'}}dt'}

#### xx成分
磁化のx成分は次式のように書ける。
{\displaystyle M_{x}(t)=\left\{\left[\phi _{xx}(0)-\int _{0}^{\infty }\omega \phi _{xx}(t)(\tau )\sin \omega \tau d\tau \right]\cos \omega t+\left[\int _{0}^{\infty }\omega \phi _{xx}(t)(\tau )\cos \omega \tau d\tau \right]\sin \omega t\right\}B_{1x}\qquad (2)}

### 動磁化率と緩和関数の関係
(1)式と(2)式を比較すると、動磁化率のxx成分と緩和関数のxx成分についての関係式が得られる。
{\displaystyle \chi '={\frac {\phi {xx}(0)}{V}}-{\frac {\omega }{V}}\int _{0}^{\infty }\phi _{xx}(t)\sin \omega tdt\qquad (3)}
{\displaystyle \chi ''={\frac {\omega }{V}}\int _{0}^{\infty }\phi _{xx}(t)\cos \omega tdt}
したがって緩和関数がわかると、その正弦あるいは余弦フーリエ変換によって動磁化率{\displaystyle \chi ',\chi ''}が求まることになる。

### 量子統計力学を用いた緩和関数の決定
緩和関数が求まれば動磁化率が求まる。動磁化率が求まればエネルギー吸収速度や吸収係数を求めることが出来る(後述)。緩和関数の具体的な中身を知るには量子統計力学が必要である。つまりシュレディンガー方程式(またはフォン・ノイマン方程式)を解かなければならない。
{\displaystyle t=-\infty \sim t_{0}}の間の状態は熱平衡状態であったとする．このときの状態は次の密度行列で記述される．
{\displaystyle \rho '={\frac {e^{-\beta ({\hat {H}}-\mathbf {B} _{1x}\mathbf {M} )}}{Tr[e^{-\beta ({\hat {H}}-\mathbf {B} _{1x}\mathbf {M} )}]}}}
この時間発展はフォン・ノイマン方程式で記述されるので，時刻t{\displaystyle t(\gg t_{0})}での磁化の期待値は次式のように書ける。
{\displaystyle \mathbf {M} (t)=Tr[\rho '(t)\mathbf {M} ]=Tr[\rho '\mathbf {M} (t-t_{0})]}
ここで{\displaystyle \mathbf {M} (t-t_{0})}はハイゼンベルク描像での磁化である．
{\displaystyle {\hat {H}}\gg \mathbf {B} _{1x}\mathbf {M} }と近似することで次式を得る。
{\displaystyle \mathbf {M} (t)=\mathbf {M} _{0}+\mathbf {B} _{1x}Tr\left[\rho _{0}\int _{0}^{\beta }e^{\lambda {\hat {H}}}\mathbf {M} e^{-\lambda {\hat {H}}}\mathbf {M} (t-t_{0})\,d\lambda \right]-\beta \mathbf {B} _{1x}\mathbf {M} _{0}\mathbf {M} _{0}}
緩和関数の定義式と比較すると、動磁化率を定量化するために必要な緩和関数が次式で得られる。
{\displaystyle \phi (\tau )=\int _{0}^{\beta }Tr[\rho _{0}\mathbf {M} \mathbf {M} (\tau +i\hbar \lambda )]d\lambda -\beta \mathbf {M} _{0}\mathbf {M} _{0}}

#### xx成分
動磁化率のxx成分を定義するために必要な{\displaystyle \phi }のxx成分は、{\displaystyle \mathbf {M} _{0}}のx成分はゼロであることから次式のようになる。
{\displaystyle \phi _{xx}(\tau )=\int _{0}^{\beta }\langle M_{x}M_{x}(\tau +i\hbar \lambda )\rangle d\lambda }
ただし、{\displaystyle \mathbf {B} _{1x}}の無い場合のオブザーバブルの期待値を{\displaystyle \langle \quad \rangle }と表記した。

#### 高温近似
これは高温近似{\displaystyle \beta \to 0}が成立する場合は、次のような簡単な形に書ける。
{\displaystyle \phi _{xx}(\tau )=\beta \langle M_{x}M_{x}(\tau )\rangle \qquad (4)}

### 量子統計力学を用いた動磁化率の決定
高温近似が成立する場合、(3)式と(4)式より動磁化率{\displaystyle \chi ',\chi ''}のxx成分は
{\displaystyle \chi '={\frac {1}{kTV}}\left[\langle M_{x}M_{x}(t)\rangle -\omega \int _{0}^{\infty }\langle M_{x}M_{x}(t)\rangle \sin \omega tdt\right]}
{\displaystyle \chi ''={\frac {\omega }{kTV}}\int _{0}^{\infty }\langle M_{x}M_{x}(t)\rangle \cos \omega tdt}

### 相関関数の導入
ここで{\displaystyle M_{x}}の相関関数{\displaystyle G(t)}
{\displaystyle G(t)=\langle M_{x}(\tau +t)M_{x}(\tau )\rangle }
を，時間差tの偶関数として定義する．すると動磁化率の虚部は次のように簡単に書ける。
{\displaystyle \chi ''(\omega )={\frac {\omega }{2kTV}}\int _{-\infty }^{\infty }G(t)e^{-i\omega t}dt}

### エネルギー吸収速度・吸収係数
z軸方向の静磁場{\displaystyle \mathbf {B} _{0}}に加えて振動磁場{\displaystyle \mathbf {B} _{1x}(t)}をかけた後、十分に時間が経過した後での定常状態におけるx方向の誘起磁化{\displaystyle M_{x}(t)}の時間変動より得られる{\displaystyle \chi ',\chi ''}より、エネルギーの吸収速度{\displaystyle Q(\omega )}や吸収係数{\displaystyle A(\omega )}（エネルギー散逸、またはパワーロス）は振動地場の周波数{\displaystyle \omega }の関数として次式で与えられる。
{\displaystyle Q(\omega )={\frac {\omega \chi '}{2}}'(\omega )B_{1x}^{2}}
{\displaystyle A(\omega )={\frac {\omega }{2\pi }}\chi ''(\omega )}
よって吸収スペクトルは以下のように相関関数のフーリエ変換として表せる。
{\displaystyle A(\omega )={\frac {\omega ^{2}}{4\pi kTV}}\int _{-\infty }^{\infty }G(t)e^{-i\omega t}dt}
逆に相関関数は，動磁化率の虚部{\displaystyle \chi ''}または吸収スペクトル{\displaystyle A(\omega )}の逆フーリエ変換として表せる。
{\displaystyle G(t)={\frac {kTV}{\pi }}\int _{-\infty }^{\infty }{\frac {\chi ''(\omega )}{\omega }}e^{i\omega t}d\omega }
{\displaystyle G(t)=2kTV\int _{-\infty }^{\infty }{\frac {A(\omega )}{\omega ^{2}}}e^{i\omega t}d\omega }
{\displaystyle G(t)}を偶関数として定義したので，{\displaystyle \chi ''}は奇関数，{\displaystyle A(\omega )}は偶関数である。

## 注意点
FT-NMRの理論は、線形系に対する一般原理「周波数応答関数は系のインパルス応答関数とフーリエ変換で結ばれる」を基にしている。スピン系では、単一のパルス入力についてであればこのことは成立するが、一般の多重パルス、多重共鳴法では系の線形性は成り立たない。通常、周波数スペクトルと呼んでいるものは、弱い正弦波入力にたいする応答である。非線形な系でも、入力が十分に弱ければ、入力に対して二次以上の依存性を示す項（非線形項）の存在を無視することができて、線形系としての取り扱いが可能である。しかし強いラジオ波パルスを入力した場合には、その応答は一般に非線形となる。